# ماندوكا
الماندوكا(بالإنجليزي:Mandoca) عبارة عن حلقة من دقيق الذرة المقلية الفنزويلية التي تؤكل عادة مع الزبدة والجبن والقهوة بينما تبقى ساخنة.
تُقدم عادةً على وجبة الإفطار، وهي الأكثر شيوعاً في ولاية زوليا في البلاد. الماندوكا هي واحدة من تشكيل متنوعة من الاطعمة التي أُنشئت حصريًا في الولاية الغربية في زوليا.
على الرغم من أهميتها، هُمَّشت من خلال الميولات الجديدة عبر الوطنية لأن إنشاؤها لم يكن مخصصًا للاستهلاك الهائل أو للتسويق، إلا أنها تظل جزءًا أساسيًا ومهمًا من ثقافة الطهي في زوليا. صُنعت من دقيق الذرة والماء والملح "كازو بلانكو" المبشور(الجبن الأبيض والمالح والصلب) والسكر أو البانيلا (وهو قصب السكر المستخدم في معظم الوصفات التقليدية) ، والموز الناضج جدًا.